# Ги I (граф Невера)
Ги (фр. Guy de Nevers; ок. 1131 — 19 октября 1175), граф Невера, Осера и Тоннера с 1161, старший сын Гильома III, графа Осера, Невера и Тоннера, и Иды, дочери Энгельберта, герцога Каринтии, представитель Неверского дома.

## Биография
После смерти Гильома III в 1161 году его владения оказались разделены между двумя сыновьями. Старший, Гильом IV получил Невер и Осер, а второй, Ги — Тоннер.
В 1168 году Гильом IV, чтобы искупить грехи перед аббатством Везле, отправился в крестовый поход в Святую землю, где вскоре и умер. Ги сопровождал своего брата и в 1170 году вернулся домой. Так как Гильом не оставил наследников, Невер и Осер достались его брату Ги, вновь объединившему все три графства.
В 1170 году Ги женился на Мод, внучке герцога Бургундии Гуго II. В том же году он сопровождал короля Франции Людовика VII в походе против сеньора де Донзи Эрве III, который владел Жьюеном и Кон-сюр-Луаром. Король захватил Жьен, но затем признал за Эрве эти территории. Вместо этого был разрушен замок Донзи.
Ги продолжил политику своих предшественников по отношению к аббатству Везле, что в итоге привело к тому, что он был отлучён от церкви. Кроме того, он вместе с Ги, сеньором де Вержи, вступил в конфликт с герцогом Гуго III, в результате чего он в 1174 году попал в плен и был заключён в Бон, где пробыл до 1175 года. В том же году Ги и скончался.
Наследовавший Ги единственный сын, Гильом V был ещё ребёнком, в результате чего графства оказались под управлением Мод Бургундской, вдовы Ги. Гильом умер в 1181 году, так и не достигнув совершеннолетия. Претензии на графства предъявил младший брат Ги, Рено, однако графиней была признана Агнес, старшая дочь Ги.

## Брак и дети
Жена: с 1168 года: Мод Бургундская (1150 — 17 декабря 1219), внучка Гуго II, герцога Бургундии, дочь Раймунда, графа де Гриньон. Дети:
- Гильом V (ок. 1168 — 17 октября 1181), граф Невера, Осера и Тоннера с 1175.
- Агнес I (ок. 1170 — февраль 1193), графиня Невера, Осера и Тоннера с 1181; муж — с 1184 года Пьер II де Куртене (1165/1170—1219), сеньор де Куртене, император Латинской империи.
- Ида (1171/1175 — до 1181).